# Un (Uttar Pradesh)
Un es un pueblo y nagar Panchayat situado en el distrito de Shamli en el estado de Uttar Pradesh (India). Su población es de 15124 habitantes (2011). 

## Demografía
Según el censo de 2011 la población de Un era de 15124 habitantes, de los cuales 8140 eran hombres y 6984 eran mujeres. Un tiene una tasa media de alfabetización del 73,43%, superior a la media estatal del 67,68%: la alfabetización masculina es del 83,01%, y la alfabetización femenina del 62,40%.